# Phyllis Allen
Phyllis Allen (25 de noviembre de 1861-26 de marzo de 1938) fue una actriz y comediante estadounidense. Quién trabajó con Charles Chaplin, Mabel Normand, Roscoe "Fatty" Arbuckle y Mack Sennett durante su carrera cinematográfica, que abarcó durante 74 películas entre 1913 y 1923. Debido a su comportamiento imponente y sus expresiones altivas. Allen era bastante similar a la actriz Marie Dressler.

## Filmografía
- Forced Bravery (1913)
- Murphy's I.O.U. (1913)
- Peeping Pete (1913)
- The Riot (1913)
- Mother's Boy (1913)
- Two Old Tars (1913)
- Fatty at San Diego (1913)
- Rebecca's Wedding Day (1914)
- A Robust Romeo (1914)
- A Busy Day (1914)
- Love and Bullets (1914)
- Caught in a Cabaret (1914)
- The Rounders (1914)
- Hello, Mabel (1914)
- Lover's Luck (1914)
- Gentlemen of Nerve (1914)
- His Trysting Place (1914)
- Getting Acquainted (1914)
- Leading Lizzie Astray (1914)
- Tillie's Punctured Romance (1914) (Sin acreditar)
- That Little Band of Gold (1915)
- Fatty's Plucky Pup (1915)
- Fickle Fatty's Fall (1915)
- A Submarine Pirate (1915)
- A Night in the Show (1915)
- The Adventurer (1917)
- The Vagabond (1916)
- White Youth (1920)
- Pay Day (1922) junto con Charles Chaplin[4]
- The Pilgrim (1923)